# Erich Kemna
Erich Kemna (* 6. Juli 1902 in Breslau; † 22. Oktober 1968 in Köln) war ein deutscher Maschinenbauingenieur. Sein Großvater Julius Kemna gründete die Kemna Bau, die sein Vater Hans Kemna ab 1898 fortführte.

## Werdegang
Nach Besuch des König-Wilhelms-Gymnasiums in Breslau studierte er Maschinenbau an der TH Hannover und promovierte zum Dr.-Ing. In der familieneigenen Landmaschinenfabrik Kemna AG war er als Konstrukteur tätig. Ab 1910 beschäftigte er sich mit Straßenbau. 1919/20 war er Mitglied des Grenzschutz Ost. 1939 wurde Kemna Direktor der Demag AG, nachdem er dort bereits seit 1927 tätig gewesen war.
Am 28. März 1941 beantragte Kemna die Aufnahme in die NSDAP und wurde zum 1. Juli desselben Jahres aufgenommen (Mitgliedsnummer 8.860.096). Von Januar 1942 bis Juni 1943 war er Abteilungs- und Referatsleiter der Abteilung III Wi 4 „Sondergruppe Gewerbliche Wirtschaft“ des WiStOst im Rang eines Kriegsverwaltungsabteilungschefs. Von Juni 1943 bis 1945 leitete er kommissarisch die Reichsstelle für technische Erzeugnisse. Von Juli 1943 bis Oktober 1943 war er stellvertretender Leiter des Hauptausschusses „Allgemeines- und Wehrmachtsgerät“. 1947 wurde Kemna im Rahmen der Entnazifizierung in Wetter-Ruhr als entlastet eingestuft.
Von 1951 bis 1963 war Erich Kemna Vorstandsmitglied bei der Demag AG. Nach einer gescheiterten Kandidatur als Bundestagsabgeordneter für die CDU war Kemna ab 1963 Hauptgeschäftsführer der Deutschen Gesellschaft für wirtschaftliche Zusammenarbeit und Vorstandsmitglied bei der Hafenbautechnischen Gesellschaft.
1968 wurde er mit dem Verdienstkreuz 1. Klasse ausgezeichnet. Am 22. Oktober desselben Jahres starb Erich Kemna im Alter von 66 Jahren in Köln.

## Ehrungen
- vor 1937: Ehrensenator der Universität Breslau[4]
- 1968: Verdienstkreuz 1. Klasse der Bundesrepublik Deutschland